# Algarrobo (Espagne)
Pour les articles homonymes, voir Algarrobo.
Algarrobo est une commune de la province de Malaga dans la communauté autonome d'Andalousie en Espagne.

## Géographie

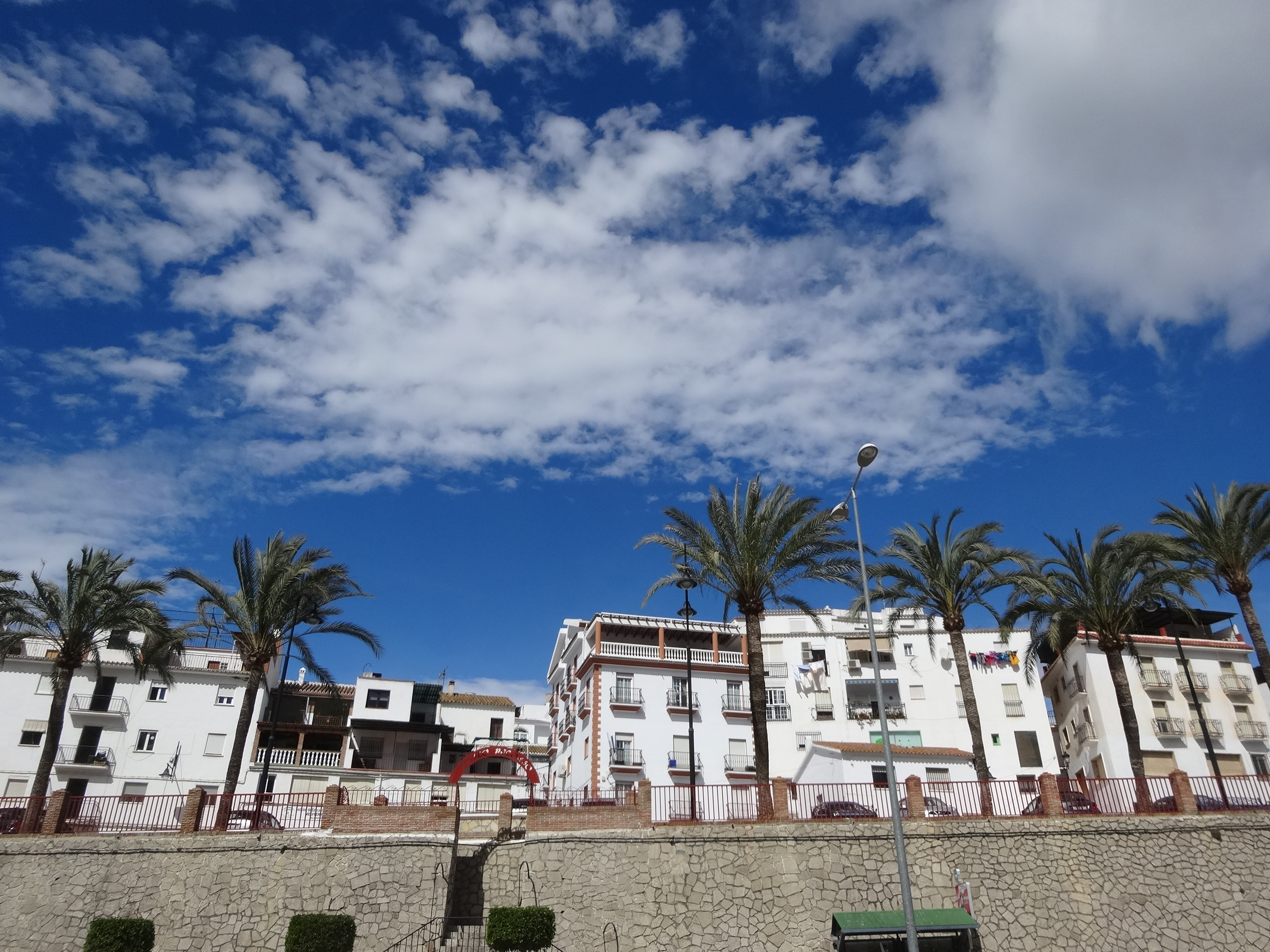
Algarrobo, Paseo Pablo Picasso

Les communes environnantes sont au nord, la commune de Sayalonga et celle d'Arenas, à l'ouest Vélez-Málaga et à l'est la localité de Lagos, partie de la commune de Vélez-Málaga également. La commune est baignée au sud par la mer Méditerranée.
Le centre-ville est constitué du village blanc d'Algarrobo, à 3,5 km de la mer sur la rivière du même nom. Les autres localités habitées sont Algarrobo Costa, construite dans les années 1960 au bord de la mer, Mezquitilla et Trayamar.

## Histoire
Ses origines remontent probablement au Paléolithique, même si la première trace d'occupation date de l'âge du cuivre. Les nécropoles phéniciennes de Trayamar (es) et les restes présents au Morro de Mezquitilla (es), à l'embouchure du rio Algarrobo, ont été décrits par les professeurs allemands Schubart et Niemeyer comme faisant partie des traces phéniciennes les plus importantes d'Occident.
C'est avec la conquête musulmane de l'Hispanie que le village s'établit sur son site actuel. Comme toute l'Axarquía, les cultures sont principalement le raisin sec, les figues, les amandes. La soie est également une activité traditionnelle.
En 1487, Algarrobo passe à la Couronne de Castille en même temps que Vélez-Malaga et le château de Bentomiz.
Après la crise du XVIe siècle due à l'expulsion des populations musulmanes, le village se convertit peu à peu à la vigne, qui couvre presque intégralement le territoire à la fin du XIXe siècle. L'arrivée du phylloxera en 1878 détruit cette économie et plonge le village (ainsi que la province) dans la récession.
Après une phase d'émigration importante, notamment vers la France, la Suisse et l'Allemagne, le tourisme et la modernisation de l'agriculture contribuent au renouveau d'Algarrobo depuis les années 1960.

## Monuments
- Église Santa-Ana, XVIe siècle
- Ermitage Saint-Sébastien, XVIIe siècle, reconstruit en 1976 après des risques d'effondrement

## Fêtes
- Patron : Saint Sebastien, le 20 janvier
- Feria : premier week-end d'août.

## Démographie
Évolution démographique d'Algarrobo depuis 1991
Source: INE